# ALIVE (BIGBANGのアルバム)
『ALIVE』（アライブ）は、BIGBANGのメジャー4枚目のアルバム。2012年3月28日発売。

## 収録曲

### CD
1. INTRO (ALIVE)
  - 作詞：G-DRAGON・TEDDY・T.O.P、作曲：Dee.P・G-DRAGON・TEDDY、編曲：TEDDY
2. FANTASTIC BABY -Japanese version-
  - 作詞：G-DRAGON・T.O.P、日本語詞：VERBAL、作曲：G-DRAGON・TEDDY、編曲：TEDDY
3. BLUE -Japanese version-
  - 作詞：G-DRAGON・TEDDY・T.O.P、日本語詞：SUNNY BOY、作曲：G-DRAGON・TEDDY、編曲：TEDDY
4. LOVE DUST
  - 作詞：G-DRAGON・TEDDY・T.O.P、作曲：G-DRAGON・TEDDY、編曲：TEDDY
5. FEELING -Japanese version-
  - 作詞：G-DRAGON・T.O.P、日本語詞：SUNNY BOY、作曲：BOYS NOIZE・G-DRAGON、編曲：BOYS NOIZE[1]
6. AIN'T NO FUN
  - 作詞：G-DRAGON・T.O.P、作曲：G-DRAGON・DJ Murf・Peejay、編曲：DJ Murf・Peejay
7. BAD BOY -Japanese version-
  - 作詞：G-DRAGON・T.O.P、日本語詞：SUNNY BOY、作曲：G-DRAGON・Choice37、編曲：Choice37
8. EGO -Japanese version-
  - 作詞：G-DRAGON・T.O.P、日本語詞：SUNNY BOY、作曲：G-DRAGON・Ham Seung Cheon・Kang Wook Jin、編曲：Ham Seung Cheon・Kang Wook Jin
9. WINGS (D-LITE SOLO)
  - 作詞：G-DRAGON・D-LITE、作曲：G-DRAGON・Choi Pil Kang、編曲：Choi Pil Kang
10. HaruHaru -Japanese version-
  - 作詞：G-DRAGON、日本語詞：藤林聖子・Shikata・iNoZzi、作曲：G-DRAGON・DAISHI DANCE、編曲：DAISHI DANCE

## 収録曲解説
FANTASTIC BABY

FEELING
ドイツのプロデューサー・BOYS NOIZEとBIGBANGのG-DRAGONが共同して制作した作品で、テレビアニメ『超ロボット生命体 トランスフォーマー プライム』の第1話 - 第13話オープニングテーマとして使われた。